# Gaanderen
Gaanderen este o localitate în Țările de Jos, în comuna Doetinchem din provincia Gelderland. Numărul locuitorilor este de apricimativ 5.700.

## Transport
Feroviar: 
- Gara Gaanderen
- În apropiere: Terborg

## Personalități din Gaanderen
- Bram Som (20 februarie 1980), atlet